# 圣达菲 (达连省)
圣达菲是是巴拿马达连省切皮加纳区的一个城市，2010年是人口为6,923。该市设立于1998年7月29日。 2000年时该市人口为5,764.泛美公路经过圣达菲，距离首都巴拿马城约200公里。圣达菲有一座医院。